# Adrianus Reland

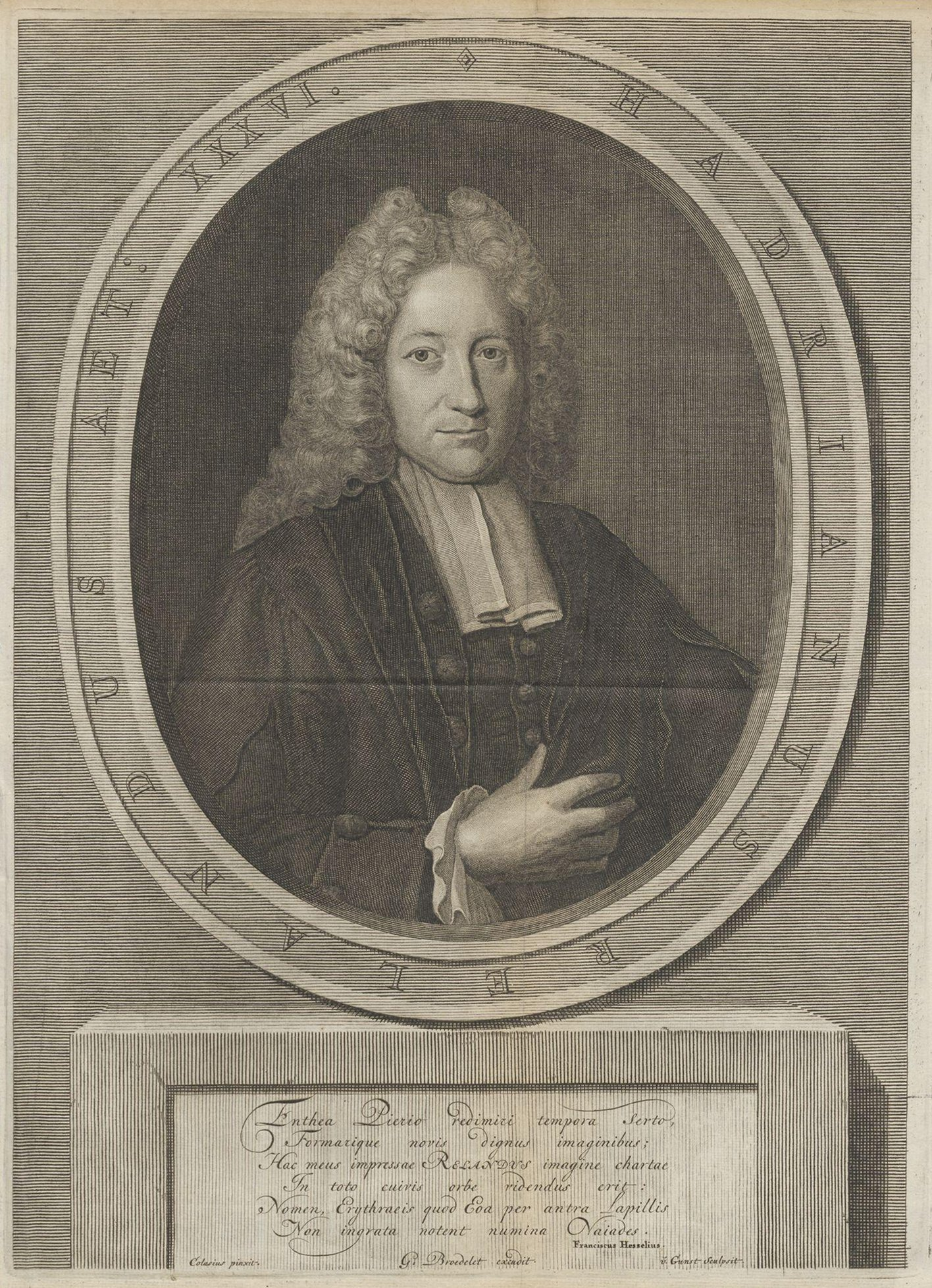
Adrian Reland

Adrianus Reland (auch: Hadrianus Relandus, Adriaan Relland, Adrian Reland; * 17. Juli 1676 in De Rijp; † 5. Februar 1718 in Utrecht) war ein niederländischer Orientalist.

## Leben
Der Sohn des Predigers Johannes Reland und dessen Frau Agatha Prins hatte seine erste wissenschaftliche Bildung als Elfjähriger am Athenäum in Amsterdam erhalten. Damals unterrichteten dort Petrus Francius (1645–1704) und Willem Surenhuis (* um 1664; † 1729), wo er seine Kenntnisse in der lateinischen Sprache vervollkommnete. Von Everard van der Hooght (1642–1716) erhielt er die Anregung, sich mit den morgenländischen Sprachen wie Hebräisch und Chaldäisch auseinanderzusetzen. Früh erkannte man seine Fähigkeiten, so dass er als damaliger Wunderknabe dreizehnjährig die Universität Utrecht beziehen konnte, um ein Studium der Theologie zu absolvieren.
Seine Hauptlehrer auf dem Gebiet der Theologie waren Melchior Leydecker, Herman Witsius und Gerhard de Vries (1648–1705). An der philosophischen Fakultät besuchte er die Vorlesungen von Johann Georg Graevius in Hebräisch, Johannes Leusden und Jan Luits in Philosophie. Auf einer Reise nach Bremen ermutigte ihn Henricus Sike (1669–1712), der spätere Professor der morgenländischen Sprachen an der Universität Cambridge, sich mit Arabisch zu beschäftigen. Bereits mit 17 Jahren hatte er 1694 mit der Dissertation „De Libertate philosophandi“ (die Freiheit des Philosophierens) den akademischen Grad eines Doktors der Philosophie erworben.
Nach sechs Jahren in Utrecht begab er sich an die Universität Leiden. Hier widmete er sich bei Wolfgang Senkward der Experimentalphysik und wurde Hauslehrer bei Hans Willem Bentinck. Jene einflussreiche Beziehung kann der grund dafür gewesen sein, dass er 1699 eine Berufung zum Professor für Physik und Metaphysik an die Universität Harderwijk erhielt. 1701 hielt er seine Antrittsrede als Professor der orientalischen Sprachen an der Universität Utrecht, die 1713 um die Lehre der jüdischen Altertümer erweitert wurde. Dieses Amt verwaltete er bis zu seinem Lebensende, er starb an einer Pockenerkrankung. 1708/09 amtierte er als Rektor der Universität.
Reland verließ zeit seines Lebens nicht die Niederlande.
Reland erwarb sich als lateinischer Dichter und Philologe der Niederlande zu seiner Zeit einen ausgezeichneten Ruf. In seine orientalischen Studien versuchte er, auch süd- und ostasiatische Themen einfließen zu lassen. Seine bedeutendste Arbeit war die 1705 erstmals erschienene Abhandlung De religione Mohammedica in zwei Büchern, die weitere Auflagen erlebte und in ganz Europa Anklang fand. Auch hatte er auf dem Gebiet der hebräischen Altertümer und der Kartographie erfolgreich gearbeitet.

## Werke
- Disputatio philosophica inauguralis, De libertate philosophandi. Utrecht 1694 (Digitalisat)
- Exercitationis physico-mathematicæ de umbra pars prior. Utrecht 1694 (Digitalisat)
- Vindiciarum disquisitionis, de mente non ipsa cogitatione, pars prima. Utrecht 1694 (Digitalisat)
- Piae memoriae augustissimae de illustrissimae Britanniarum reginae Mariae Stuart, conjugis desideratissimae potentissimi principis Guiljelmi III. serenissimi magnae Britanniae, Galliae et Hyberniae regis, &c. &c. fidei defensoris fortis, pii, felicis, sacrum. Utrecht 1695 (Digitalisat)
- Exercitatio philologico-theologica de symbolo Mohammedico (non est Deus nisi unus). Utrecht 1696 (Digitalisat)
- Dissertatio historica de Philippi imperatoris patris, et filii, credito temere Christianismo. Leiden 1698 (Digitalisat)
- Oratio de incremento, quod philosophia cepit hoc saeculo, dicta publice a. d. VII. Eiduum Octobris, quum philosophiae docendae provinciam in Academia Gelro-Zutphanica, (quae Harderovici est) susciperet. Amsterdam 1700 (Digitalisat)
- Dissertatio juridica inauguralis, de exstructione et destructione aedificiorum. Harderwijk 1701 (Digitalisat)
- Oratio pro lingua Persica et cognatis litteris Orientalibus, dicta in Acroaterio majore IX. Kal. Mart. M DCCI. quum linguarum Orientalium professionem ordinariam in inclyta academia, quae Trajecti ad Rhenum est, susciperet. Utrecht 1701 (Digitalisat)
- Galatea, Lusus poetica. Amsterdam 1701 (Digitalisat), 2. Aufl. Utrecht 1710 (Digitalisat), 3. Aufl. Utrecht 1718, 4. Aufl. Utrecht 1724 (Digitalisat), Franeker 1735 (Digitalisat), Amsterdam 1739 (Digitalisat), Franeker 1747 (Digitalisat), Amsterdam 1809 (Digitalisat), Stuttgart 1845 (Digitalisat)
  - (ndl. Übs.:) Galatea, een dichterlijke speling. Utrecht 1837 (Digitalisat)
- (anonym:) De natuurlyke wysgeer, of Het leven van Hai Ebn Jokdan. Rotterdam 1701 (Digitalisat)
- Analecta Rabbinica. Utrecht 1702 (Digitalisat), 2. Aufl. Utrecht 1723 (Digitalisat)
- Dissertatio altera de inscriptione nummorum quorundam Samaritanorum, ad spectatissimum virum, Jacobum de Wilde. Utrecht 1704 (Digitalisat)
- Dissertatio de marmoribus Arabicis Puteolanis et nummo Arabico Constantini Pogonati ad amplissimum virum Didericum Modé. Amsterdam 1704 (Digitalisat)
- De religione Mohammedica libri duo. Utrecht 1705 (Digitalisat), 2. Aufl. Utrecht 1717 (Digitalisat)
  - (ndl. Übs.:) Verhandeling van de godsdienst der Mahometaanen, als mede van het krygs-regt by haar ten tyde van oorlog tegens de Christenen gebruykelyk. Utrecht 1718 (Digitalisat)
  - (engl. Übs.:) Of the Mahometan Religion, two books. London 1712
  - (dt. Übs.:) Zwey Bücher von der Türckischen oder Mohammedischen Religion. Hannover 1716 (Digitalisat), 1717
  - (frz. Übs.:) La religion des Mahometans, exposée par leurs propres docteurs, avec des eclaircissemens sur les opinions qu'on leur a faussement attribuées. Den Haag 1721 (Digitalisat)
- Oratio funebris in obitum viri celeberrimi Pauli Bauldri ... recitata Kalendis Martiis M D CCVI. Utrecht 1706 (Digitalisat)
- Dissertationum miscellanearum pars prima / altera / tertia, et ultima. 3 Bde., Utrecht 1706–1708, 2. Aufl. von Bd. 1 Utrecht 1713 (Digitalisat Bd. 1–3 zusammen [Bd. 1 in der 2. Aufl.])
  - Bd. 1: „I. De situ paradisi terrestris“, „II. De mari rubro sive Erythraeo“, „III. De monte Garizim“, „IV. De Ophir“, „V. De Diis Cabiris“, „VI. De veteri lingua Indica“
  - Bd. 2: „VII. De Samaritanis“, „VIII. De reliquiis veteris linguae Persicae“, „IX. De Persicis vocabulis Talmudis“
  - Bd. 3: „X. De jure militari Mohammedanorum contra Christianos bellum gerentium“, „XI. De linguis insularum quarundam Orientalium“, „XII. De linguis Americanis“, „XIII. De gemmis Arabicis“
- Antiquitates sacrae veterum Hebraeorum breviter delineatae. Utrecht 1708 (Digitalisat), 3. Aufl. Utrecht 1717 (Digitalisat), 4. Aufl. Utrecht 1741 (Digitalisat); zudem ohne breviter im Titel: Utrecht 1712 (Digitalisat), Leipzig 1713 (Digitalisat), Leipzig 1715 (Digitalisat), Leipzig 1724 (Digitalisat); zudem ohne breviter delineatae im Titel: Halle 1769 (Digitalisat); zudem Herborn 1743 (Digitalisat)
- Enchiridion studiosi, Arabice conscriptum a Borhaneddino Alzernouchi, cum duplici versione Latina, ... ex museo Rostgardiano edidit Hadrianus Relandus. Utrecht 1709 (Digitalisat)
- De nummis veterum Hebraeorum, qui ab inscriptarum literarum forma Samaritani appellantur, dissertationes quinque. Utrecht 1709 (Digitalisat)
- Oratio de galli cantu Hierosolymis audito habita publice in Academia Trajectina a. d. XXVI Martii MDCCIX. quum magistratu Academico abiret. Rotterdam 1709 (Digitalisat), Utrecht 1718 (Digitalisat)
- Brevis introductio ad grammaticam Hebraeam Altingianam. Utrecht 1704, 2. Aufl. Utrecht 1710 (Digitalisat), 3. Aufl. Utrecht 1722 (Digitalisat)
- Epicteti manuale et sententiae. Utrecht 1711 (Digitalisat)
- Oratio de usu antiquitatum sacrarum, quum ad professionem earum accederet. Habita Trajecti ad Rhenum a. d. 11. Februarii, anno M. D. CCXIII. hora locoque solitis. Utrecht 1713 (Digitalisat)
- Palaestina ex monumentis veteribus illustrata. Utrecht 1714 (Digitalisat Bd. 1, Digitalisat Bd. 2)
  - (ndl. Übs.:) Palestina opgeheldert. Ofte de gelegentheyd van het Joodsche land. Utrecht 1719 (Digitalisat)
- De spoliis templi Hierosolymitani in arcu Titiano Romae conspicuis liber singularis. Utrecht 1716 (Digitalisat)
- (hrsg. von Abraham Perrenot:) Adriani Relandi Poemata quae hactenus reperiri potuerunt. Utrecht 1748 (Digitalisat)